# Bond Street

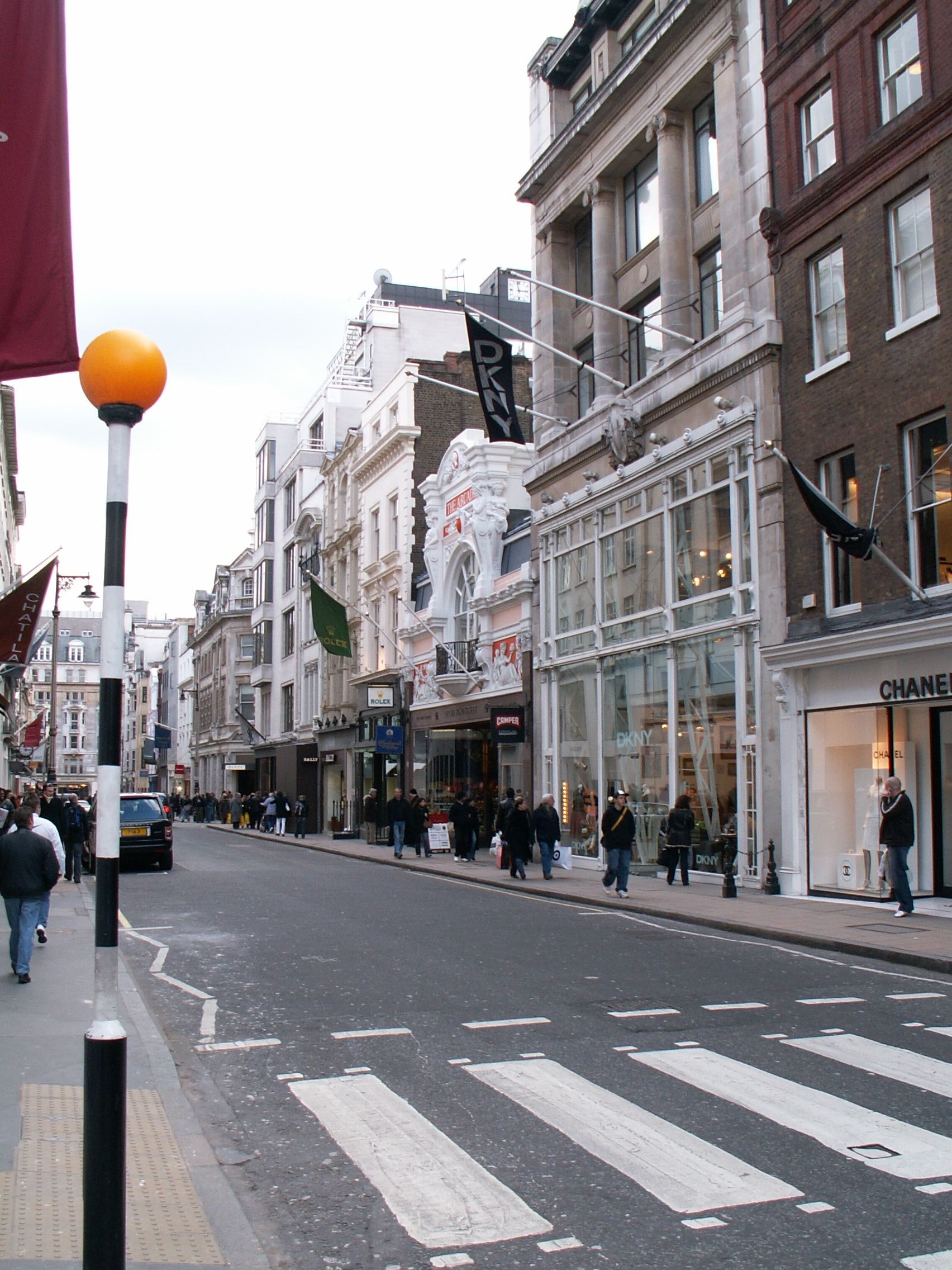
Vista de la zona de New Bond Street.

Bond Street es una de las principales calles de compras de Londres, que atraviesa Mayfair desde Piccadilly en el sur, hasta Oxford Street en el norte. Es una de las principales calles del distrito comercial del West End, aunque las tiendas ubicadas en ellas son más elitistas que las de las cercanas Regent Street y Oxford Street. Esta calle se encuentra en el distrito londinense de Mayfair, y lleva siendo una calle de compras desde el siglo XVIII. Técnicamente “Bond Street” no existe; la parte sur de la calle se conoce como Old Bond Street, y la parte norte, que es más de la mitad de la calle, es conocida como New Bond Street. Sin embargo esta distinción no se usa en el día a día.

## Historia
Bond Street toma su nombre de Sir Thomas Bond, quien fue el presidente de un sindicato de promotores que en 1683 compró una mansión en Piccadilly -llamada Clarendon House- a Christopher Monck, 2.º Duque de Albergarle, y la derribó para desarrollar la zona. También construyeron las cercanas Dover Street y Albermale Street. En aquella época la casa daba a campo abierto y el desarrollo de la zona de Mayfair apenas había comenzado. La calle se dispuso principalmente de sur a norte, siendo la parte sur Old Bond Street, y la parte norte New Bond Street; esta última parte se añadió a medida que Londres iba creciendo. El mapa de Londres publicado en 1746 por John Rocque muestra la calle en su totalidad y todas las calles aledañas completamente construidas.

## La calle en la actualidad
En un principio Bond Street era conocida por sus marchantes de arte y sus tiendas de antigüedades, aglutinadas alrededor de la sede londinense de la casa de subastas Sotheby’s, que ha estado en Bond Street durante unos cien años, y de la Sociedad de Bellas Artes, presente en la calle desde su fundación en 1876. Quedan pocas de esas tiendas, pero muchas de ellas han sido ocupadas por boutiques de moda, incluyendo sedes de las más famosas firmas de diseñadores en el mundo. También hay muchas joyerías. En esta calle se encuentra “Aliados”, una peculiar estatua realizada por Lawrence Holofcener que inmortaliza a Winston Churchill y Franklin D. Roosevelt sentados en un banco y conversando.
En los últimos años Sloane Street, que se encuentra a un kilómetro y medio en Knightsbridge, la otra zona comercial del centro de Londres, se ha convertido en rival de Bond Street, también con tiendas de firmas de moda.
Bond Street aparece en numerosas obras literarias, entre las cuales están la novela de Jane Austen, Sense and Sensibility, y la novela de Virginia Woolf, La señora Dalloway (1925). También es una de las casillas del Monopoly, del mismo color que Regent y Oxford Street, verde, siendo la más cara de las tres.
Entre otras, en Bond Street hay sucursales de Zara, Cartier, Gucci, Yves Saint Laurent, Chanel, Hermès, Victorinox, Polo Ralph Lauren, Burberry, Louis Vuitton, Tiffany & Co, DKNY.